# FC 아약스 라스나매에
FC 아약스 라스나매에(에스토니아어: FC Ajax Lasnamäe)는 탈린의 라스나매에(Lasnamäe) 지구를 연고로 하는 에스토니아의 축구 클럽이다. 현재는 에스토니아의 4부 축구 리그인 II 리가(II Liiga)에 참가하고 있다.